# Parrish Art Museum

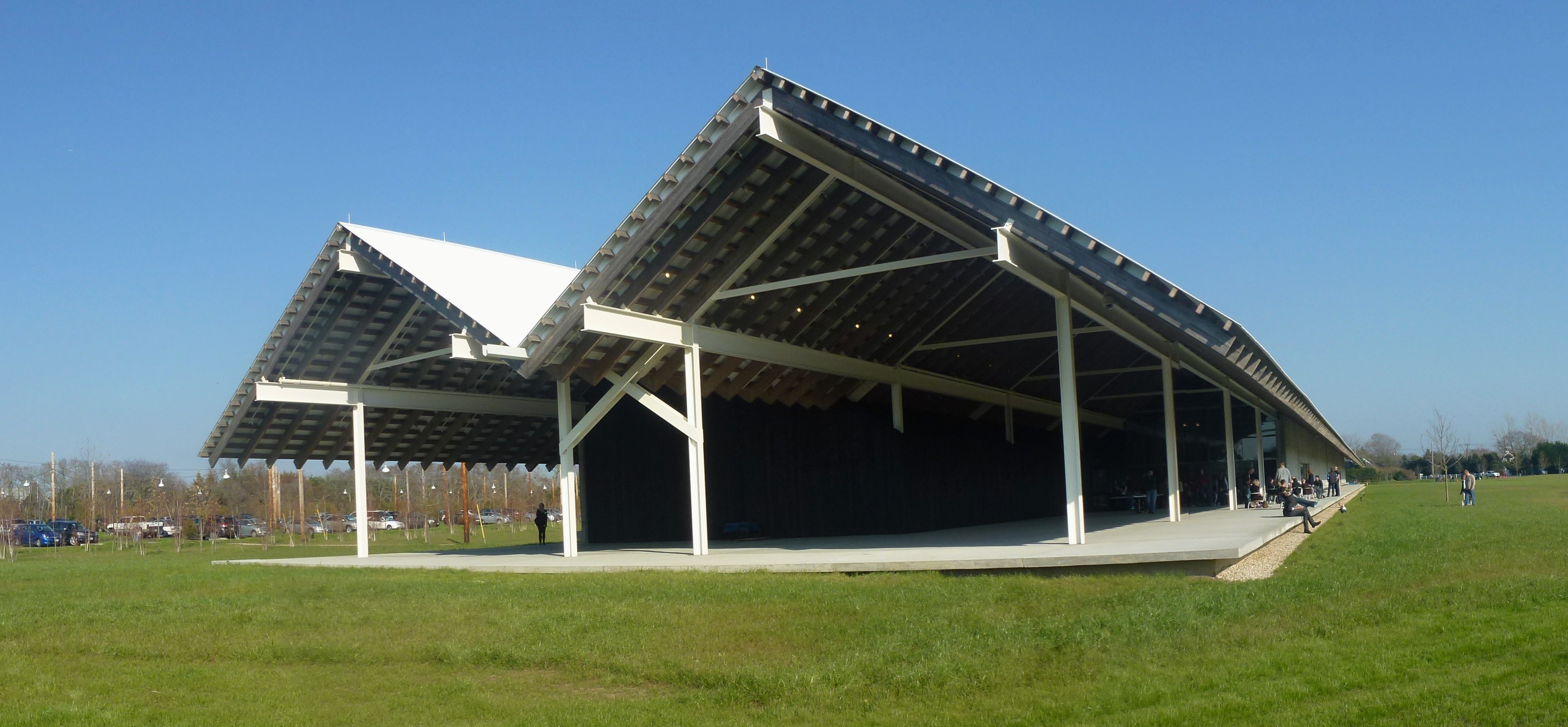
Parrish Art Museum

Das Parrish Art Museum ist ein Kunstmuseum in Water Mill, New York, östlich von New York City auf Long Island.

## Geschichte des Museums
Die Grundlagen des heutigen Museums wurden im Jahre 1897 geschaffen, als der Quaker und erfolgreiche Anwalt Samuel Longstreth Parrish ein Gebäude durch den Architekten Grosvenor Atterbury für seine Sammlungen bauen ließ, die aus Gemälden der Renaissance Italiens und Kopien von Skulpturen der Antike und der Renaissance bestanden. Das Museum entstand auf Long Island im Southampton Village östlich der Stadtgrenzen New Yorks. Nach Erweiterungen des Museums in den Jahren 1902 und 1913 wurden die Sammlung und die Gebäude nach Parrishs Tod der Gemeinde Southampton Village vermacht.
Durch weitere Vermächtnisse gelangten seit den 1950er Jahren wichtige Werke US-amerikanischer Maler wie William Merritt Chase und Fairfield Porter in den Besitz des Museums. Die Neuerwerbungen, darunter auch Werke von Künstlern der New York School, machten einen Neubau des Museums notwendig, der 2012 im Nachbarort Water Mill der Öffentlichkeit übergeben wurde.

## Der Neubau
Da eine Erweiterung am alten Standort in Southampton nicht möglich war, erwarb das Museum 2005 in etwa 4 km Entfernung vom alten Standort die Grundstücke einer ehemaligen Baumschule und eines Weingutes und schrieb den Neubau aus. Unter den 65 Teilnehmern des Wettbewerbs konnte sich der Entwurf des Schweizer Architekturbüros Herzog & de Meuron durchsetzen.  
Infolge der Finanzkrise der Jahre 2007 und 2008 mussten die Pläne der Architekten für den Neubau gekürzt werden. Der seit November 2012 genutzte Neubau erinnert in seiner Form an eine große Scheune. Er beherbergt im Westen die Empfangsräume einschließlich Museumsladens und Museumscafés, die Ausstellungsräume in zwei parallelen Abschnitten in der Mitte und die Verwaltung im Osten. Die durch Tageslicht beleuchteten Ausstellungsräume umfassen ca. 700 m² Ausstellungsfläche für die Dauerausstellung und ca. 420 m² Fläche für Wechselausstellungen.

## Sammlungen
Das Museum enthält die größte öffentliche Sammlung von Werken von William Merritt Chase, ein großes Archiv zum Werk und Wirken des Künstlers. Die Erben Fairfield Porters überließen der Sammlung 250 Arbeiten. Weitere Höhepunkte der Sammlungen bilden Werke von Ralph Albert Blakelock, James McNeill Whistler, William Glackens und Arthur B. Davies. Das Museum plant, weitere Werke der Vertreter des Abstrakten Expressionismus, wie zum Beispiel von Alice Aycock, zu erwerben.

## Ausstellungen
- 2012: Malcolm Morley: Painting, Paper, Process
- 2013: Alice Aycock Drawings: Some Stories Are Worth Repeating, Katalog.